# Leo Fitzpatrick
Leonardo Aurellio Randy "Leo" Fitzpatrick (nacido el 10 de agosto de 1978) es un actor estadounidense. Ha trabajado en películas como Kids, Storytelling, Bully y City of Ghosts, y en series de televisión como Carnivàle y The Wire.
Nació en West Orange, Nueva Jersey. Fue descubierto por el director Larry Clark en una pista de skateboarding. Fitzpatrick estaba intentando hacer algunos trucos de skate y cada vez que no lograba hacerlos, gritaba y maldecía. Clark lo quiso para su película (Kids) especialmente por su extraña e irritante voz. Clark volvió a llamarlo para su siguiente película, Bully.
Ha declarado que algunas personas lo han hostigado por su personaje en Kids, creyendo que era un documental en vez de ficción.

## Filmografía

### Film
| Año  | Film                                                         | Rol                                 | Notas         |
| ---- | ------------------------------------------------------------ | ----------------------------------- | ------------- |
| 1995 | Kids                                                         | Telly                               |               |
| 1998 | Another Day in Paradise                                      | Guardia en lo del Reverendo         |               |
| 2000 | 7-Teen Sips                                                  | Julian Shaffer                      |               |
| 2000 | Take It to the Limit                                         | Rick                                |               |
| 2000 | King of the Korner                                           | Monty                               |               |
| 2001 | Bully                                                        | Derek Kaufman                       |               |
| 2001 | Last Ball                                                    | Scooter                             |               |
| 2001 | Storytelling                                                 | Marcus                              |               |
| 2001 | Bubble Boy                                                   | Todd                                |               |
| 2001 | Serendipity                                                  | Empleado de la agencia de préstamos |               |
| 2002 | Personal Velocity: Three Portraits                           | Mylert                              |               |
| 2002 | City of Ghosts                                               |                                     | Sin acreditar |
| 2003 | Justice                                                      | The Egg Machine                     |               |
| 2003 | Blind Horizon                                                | Sterling                            |               |
| 2004 | Jumbo Girl                                                   | Hermano menor de Cooney             | Corto         |
| 2004 | Nausea II                                                    | Actor pornográfico                  |               |
| 2004 | Fearless                                                     |                                     | Film para TV  |
| 2005 | The Girl from Monday                                         | William                             |               |
| 2006 | Fay Grim                                                     | Carl Fogg                           |               |
| 2007 | On the Road with Judas                                       | Francis                             |               |
| 2007 | How to Rob a Bank (and 10 Tips to Actually Get Away with It) | Gunman                              |               |
| 2008 | El Camino                                                    | Elliot                              |               |
| 2008 | Lovely, Still                                                | Farmacéutico                        |               |
| 2009 | Winter of Frozen Dreams                                      | Detective Couture                   |               |
| 2009 | A NY Thing                                                   | Nick                                | Film para TV  |
| 2010 | Ginger                                                       | Secuestrador                        | Corto         |
| 2010 | Knowledgy                                                    |                                     | Corto         |
| 2011 | Totally for Teens                                            | Mookie                              | Corto         |
| 2011 | Being Henry                                                  | Henry                               | Corto         |
| 2012 | Some Guy Who Kills People                                    | Irv                                 |               |
| 2012 | Jack & Diane                                                 | Joby                                | Uncredited    |
| 2013 | Blue Caprice                                                 | Land Mine Mark                      |               |
| 2013 | American Milkshake                                           | Sr. McCarty                         |               |
| 2013 | Doomsdays                                                    | Bruho                               |               |
| 2013 | Cold Comes the Night                                         | Donnie de Cincinnati                |               |
| 2014 | The Mend                                                     | Michael                             |               |
| 2014 | A Piece of the Bottom                                        | Abe                                 | Corto         |
| 2015 | Red Right Return                                             | Cullen                              |               |
| 2015 | Saturday Night Cosmic Breakdown                              | Otis                                | Corto         |
| 2015 | Addiction: A 60's Love Story                                 | Black Rich                          |               |
| 2016 | Pee-wee's Big Holiday                                        | Abe                                 |               |
| 2016 | The Drowning                                                 | Angus MacDonald                     |               |
| 2016 | Goldbricks in Bloom                                          | Otis                                |               |
| 2018 | Hover                                                        | Jason                               |               |
| 2019 | Billboard                                                    | Ronny                               |               |

### Videos musicales
| Año  | Título       | Artista     | Rol                         |
| ---- | ------------ | ----------- | --------------------------- |
| 2015 | She's Not Me | Jenny Lewis | Velda Plendor/Chica Salvaje |

### Televisión
| Año       | Serie                             | Rol                  | Notas                                               |
| --------- | --------------------------------- | -------------------- | --------------------------------------------------- |
| 2000      | The Practice                      | Darryl Hutchins      | Episodio: "Checkmates"                              |
| 2002-2004 | The Wire                          | Johnny Weeks         | Papel recurrente, 14 episodios                      |
| 2004      | Law & Order: Criminal Intent      | Rickie 'Chops' Cozza | Episodio: "Fico Di Capo"                            |
| 2005      | Carnivàle                         | Ern                  | Episodios: "Ingram, TX" & "Old Cherry Blossom Road" |
| 2005-2007 | My Name Is Earl                   | Sonny                | 4 episodios                                         |
| 2007      | The Kill Point                    | Sr. Mouse/Michael    | 8 episodios                                         |
| 2010      | Sons of Anarchy                   | Shepard              | Episodios: "The Push" & "Lochan Mor"                |
| 2010      | Burn Notice                       | Ted Seyers           | Episodio: "Dead or Alive"                           |
| 2011-2014 | The Heart, She Holler             | El Reverendo         | Papel regular, 19 episodios                         |
| 2012      | Blue Bloods                       | Leo Packer           | Episodio: "Mother's Day"                            |
| 2013      | Banshee                           | McTeague             | Episodio: "The Kindred"                             |
| 2013      | As Da Art World Might Turn        | Sholeva Sure         | 3 episodios                                         |
| 2015      | Broad City                        | Timothy              | Episodio: "St. Mark's"                              |
| 2015      | Gotham                            | Joe Pike             | Episodios: "Scarification" & "By Fire"              |
| 2016      | Law & Order: Special Victims Unit | Gerald Loomis        | Episodio: "Sheltered Outcasts"                      |
| 2018      | Maniac                            | Lance                | Miniserie, 2 episodios                              |
| 2019      | At Home with Amy Sedaris          | Pudge                | Episodios: "Hospital-Tality" & "Game Night"         |
| 2021      | Teenage Euthanasia                | Tipo normal          | Episodio: "Nobody Beats the Baba"                   |